# Sárský holub
Sárský holub je plemeno holuba domácího pocházející z Německa, kde se také především chová. Je to velký a těžký holub s hrdým postojem, dlouhým slabým krkem a lehce vzad spadajícím hřbetem. V seznamu plemen EE se řadí do plemenné skupiny užitkových holubů a je zapsán pod číslem 0011.
Sárský holub byl vyšlechtěn na začátku 50. let 20. století zkřížením holuba římana, bagdet, koburského skřivana a poštovních holubů. Je to silný, velký pták, jeho hmotnost se pohybuje kolem 850 g a rozpětí křídel dosahuje až 85 cm. Hlava je velká, zobák je dosti dlouhý, silný a světlý nebo rohový. Oční duhovka je oranžová, oči jsou obtažené dvojitou narůžovělou obočnicí. Krk je dlouhý a co možná slabý, s dobře vykrojeným hrdlem a bez náznaku ohryzku, který je typický pro některá plemena bagdet, ze kterých sárský holub vznikl. Hruď je vztyčená, široká, hřbet lehce spadá vzad a je celý krytý křídly. Dobře složený ocas je nesený v linii hřbetu. Nohy jsou středně dlouhé, s neopeřenými běháky a prsty.
Sárský holub se chová pouze ve dvou barevných rázech, červenopruhém a žlutopruhém. Holubice mají matnější barvu opeření než samci.